# 障害幼児とともに
障害幼児とともに（しょうがいようじとともに）は、1981年4月10日から1984年3月30日までNHK教育テレビで放送されたテレビ番組である。

## 概要
障害のある幼児を持つ保護者向け番組である。20年間続いた『テレビろう学校』を改定、対象となる障害の範囲を聴覚障害、知的障害、情緒障害に広げた。指導の仕方を中心に、母親の体験談や海外の障害児教育の現状などを放送した。NHK厚生文化事業団からパンフレットが発行された。

## 放送時間
- 1981年4月 - 1982年3月
  - 金曜日 08:30 - 09:00
  - 月曜日 17:00 - 17:30
- 1982年4月 - 1984年3月
  - 金曜日 08:30 - 09:00
  - 水曜日 17:30 - 18:00

## 出演者
司会
- 小林洋子

解説
- 津守真
- 愛甲洋
- 石井哲夫
- 山口薫